# Nesiotes
Nesiotes (altgriechisch Νησιώτης, Νεσιότες) war ein griechischer Bildhauer in der ersten Hälfte des 5. Jahrhunderts v. Chr. Er gehört zu den bedeutendsten Künstlern des sog. Strengen Stils. Sein berühmtestes Werk ist die zusammen mit Kritios gefertigte Statuengruppe der Tyrannenmörder (477/6 v. Chr.).